# فيدران نيكشيتش
فيدران نيكشيتش هو لاعب كرة قدم كرواتي في مركز الهجوم، ولد في 5 مايو 1987 في أوسييك في كرواتيا. شارك مع منتخب كرواتيا تحت 19 سنة لكرة القدم. أما مع النوادي، فقد لعب مع غيور تورنا أوزتالي ونادي أوسييك ونادي زغرب.

## وصلات خارجية
- فيدران نيكشيتش على موقع اتحاد كرواتيا (الكرواتية)
- فيدران نيكشيتش على موقع قاعدة بيانات كرة القدم.إي يو (الإنجليزية)
- فيدران نيكشيتش على موقع Soccerway.com (الإنجليزية)